# Río Quiapo
Río Quiapo är ett vattendrag  i Chile.   Det ligger i regionen Región del Biobío, i den södra delen av landet, 500 km sydväst om huvudstaden Santiago de Chile.
I omgivningen kring Río Quiapo växer huvudsakligen savannskog och området är  ganska glesbefolkat, med 43 invånare per kvadratkilometer.